# Haskovo Cove
Die Haskovo Cove (englisch; bulgarisch залив Хасково saliw Chaskowo) ist eine 1,5 km breite und 0,9 km lange Bucht an der Nordküste von Greenwich Island im Archipel der Südlichen Shetlandinseln. Sie liegt unmittelbar östlich der Crutch Peaks und nordwestlich des Sevtopolis Peak.
Die bulgarische Kommission für Antarktische Geographische Namen benannte sie 2005 nach der Stadt Chaskowo im Südosten Bulgariens.